# Zimamoto FC
Der Zimamoto Football Club ist ein Fußballverein aus Sansibar, der in der Primera League, der höchsten Spielklasse des Landes, spielt.

## Geschichte
Der Verein wurde im Jahr 2005 in der Stadt Sansibar gegründet. Im Jahr 2009 wurde Zimamoto FC nach einem Vorfall mit dem Schiedsrichter in die dritte Liga degradiert. Diese Strafe wurde im Berufungsverfahren vom Sportrat von Sansibar entschieden. Nach einigen Jahren in den unteren Ligen gelang es dem Verein im Jahr 2011, erstmals in die höchste Spielklasse aufzusteigen.
In der Saison 2012/13 erreichte der Verein den vierten Tabellenplatz und konnte somit den Klassenerhalt sichern. Der bisher größte Erfolg gelang Zimamoto FC in der Saison 2015/16, als der Verein mit einem fünf Punkte Vorsprung erstmals Meister in Sansibar wurde.
Im Jahr 2017 qualifizierte sich Zimamoto FC erstmals für ein internationales Turnier, die CAF Champions League. Dort gewann der Verein das Hinspiel gegen den mosambikanischen Fußballverein Ferroviário Beira mit 2:1, schied jedoch nach einer 1:3-Niederlage im Rückspiel aus.
In der aktuellen Saison 2023/24 steht Zimamoto FC auf dem dritten Tabellenplatz der PBZ Premier League.

## Erfolge
- Premier League: 2015/16

## Statistik in den CAF-Wettbewerben
| Saison  | Turnier               | Runde    | Club              | Hin     | Rück    | Gesamt |
| ------- | --------------------- | -------- | ----------------- | ------- | ------- | ------ |
| 2017    | CAF Champions League  | Vorrunde | Ferroviário Beira | 2:1 (H) | 1:3 (A) | 3:4    |
| 2018    | CAF Confederation Cup | Vorrunde | Welayta Dicha FC  | 1:1 (H) | 0:1 (A) | 1:2    |
| 2018/19 | CAF Confederation Cup | Vorrunde | Kaizer Chiefs     | 0:4 (A) | 2:1 (H) | 2:5    |